# Кримський Володимир Якович
Володи́мир Я́кович Кри́мський (1911 , Шамраєве, Балтський повіт, Подільська губернія, Російська імперія  — невідомо ) — український радянський діяч, бригадир тракторної бригади Грушківської МТС імені Кагановича Грушківського району Одеської області, 1-й секретар Грушківського (Ульяновського) райкому КП(б)У Одеської області. Депутат Верховної Ради УРСР 1–3-го скликань.

## Біографія
Народився 1911 року в бідній селянській родині в селі Шамраївка, тепер село Шамраєве Благовіщенського району Кіровоградської області. Батько наймитував у поміщиків та заможних селян.
У 1925 році закінчив чотирикласну сільську школу, наймитував у заможних селян. Потім працював у радгоспі села Шамраївки, з 1929 року — у колгоспі «До кращого життя», де був конюхом та виконував різні сільськогосподарські роботи. Закінчив курси трактористів.
З 1931 року — тракторист, з 1932 року — бригадир тракторної бригади Грушківської машинно-тракторної станції (МТС) імені Кагановича Грушківського району Одеської області.
З 1933 по 1935 рік служив у Червоній армії курсантом і командиром відділення. У 1934 році вступив до комсомолу.
Після демобілізації повернувся до Грушківської МТС імені Кагановича Одеської області, де працював бригадиром тракторної бригади і заступником директора МТС.
Член ВКП(б) з 1938 року.
З 1938 року — на керівній комсомольській роботі: з жовтня 1938 року — 2-й секретар Одеського обласного комітету ЛКСМУ.
Під час німецько-радянської війни перебував у евакуації, працював директором МТС імені Чапаєва Чапаєвського району Західно-Казахстанської області.
У 1944 — після 1951 року — 1-й секретар Грушківського (Ульяновського) районного комітету КП(б)У Одеської (тепер — Кіровоградської) області.
Потім — на пенсії в місті Ульяновка (тепер — Благовіщенське) Кіровоградської області.

## Нагороди
- орден Леніна (7.02.1939)
- орден Вітчизняної війни 1-го ст. (1.02.1945)
- орден Трудового Червоного Прапора (23.01.1948)
- медалі